# Пеларродрігес
Пеларродрігес (ісп. Pelarrodríguez) — муніципалітет в Іспанії, у складі автономної спільноти Кастилія-і-Леон, у провінції Саламанка. Населення — 182 особи (2010).
Муніципалітет розташований на відстані близько 220 км на захід від Мадрида, 46 км на захід від Саламанки.
На території муніципалітету розташовані такі населені пункти: (дані про населення за 2010 рік)
- Пеларродрігес: 175 осіб
- Перамато: 7 осіб

## Демографія
Динаміка населення (INE ):

## Зовнішні посилання
- Провінційна рада Саламанки: індекс муніципалітетів [Архівовано 23 квітня 2009 у Wayback Machine.]
- Пеларродрігес[недоступне посилання з липня 2019]
- Посилання на Google Maps